# Dobechov
Dobechov je malá vesnice, část města Kaplice v okrese Český Krumlov v Jihočeském kraji. Nachází se asi 3,5 kilometru jihovýchodně od Kaplice. Dobechov leží v katastrálním území Mostky o výměře 7,36 km².

## Historie
První písemná zmínka o vesnici pochází z roku 1378.

## Obyvatelstvo
| Rok            | 1869 | 1880 | 1890 | 1900 | 1910 | 1921 | 1930 | 1950 | 1961 | 1970 | 1980 | 1991 | 2001 | 2011 | 2021 |
| -------------- | ---- | ---- | ---- | ---- | ---- | ---- | ---- | ---- | ---- | ---- | ---- | ---- | ---- | ---- | ---- |
| Počet obyvatel | 138  | 107  | 103  | 111  | 115  | 107  | 92   | 26   | 22   | 42   | 32   | 16   | 14   | 24   | 15   |
| Počet domů     | 22   | 22   | 21   | 20   | 20   | 20   | 20   | 20   | 20   | 6    | 3    | 2    | 4    | 8    | 7    |

## Obecní správa
Při sčítání lidu v letech 1869–1950 Dobechov byl osadou obce Mostky v okrese Kaplice. Od roku 1960 je částí města Kaplice v okrese Český Krumlov.